# Stanislav Navrkal
Stanislav Navrkal (* 23. dubna 1949 Brno) je český politik, člen zastupitelstva města Blanska a v letech 2000 až 2020 zastupitel Jihomoravského kraje za KSČM.

## Život
Do základní školy nastoupil v Blansku, kde žije dodnes. Absolvoval Střední průmyslovou školu slévárenskou v Brně. Dlouhá léta pracoval v ČKD Blansko ve slévárenském závodě jako technolog-metalurg, později na Okresní odborové radě v Blansku. Od roku 1990 v Adastu Blansko jako vedoucí stavební údržby, později jako ředitel soukromého podniku.

## Politická kariéra
V komunální politice působil od roku 1991, kdy zasedal až do voleb v roce 2022 nepřetržitě v zastupitelstvu města Blanska, jedno volební období pak jako místostarosta. 
V letech 2000, 2004, 2008, 2012 i 2016 byl zvolen do Zastupitelstva Jihomoravského kraje, zde pracoval v kontrolním výboru, jehož byl od roku 2008 předsedou. Ve volbách v roce 2020 byl lídrem kandidátky KSČM v Jihomoravském kraji, ale neuspěl a v krajském zastupitelstvu skončil.